# Antigua
För andra betydelser, se Antigua (olika betydelser).

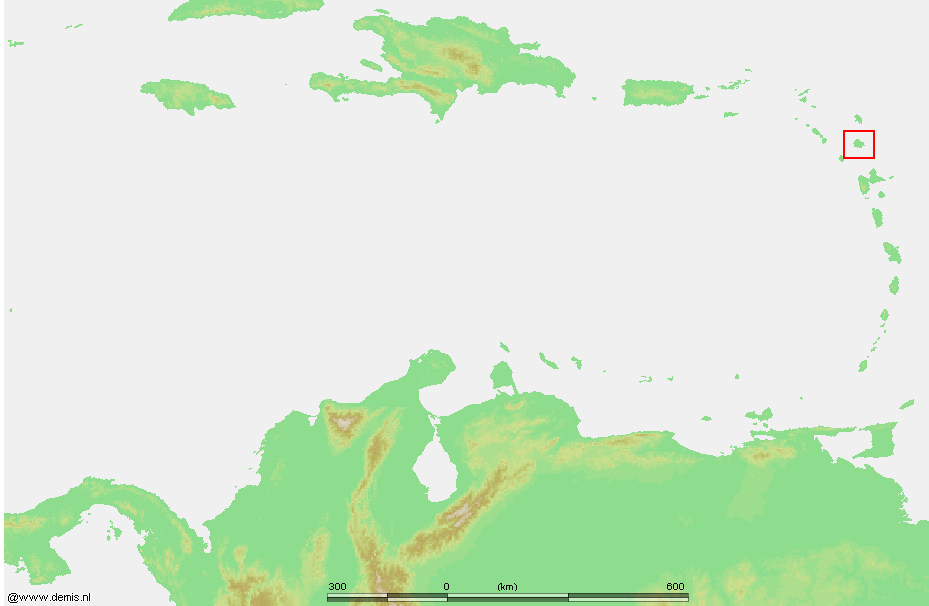
Antigua markerad med röd fyrkant på en karta över Karibien.

Antigua är den största ön i Antigua och Barbuda i Karibien. Antalet invånare är omkring 65 000, varav fler än 24 000 bor i huvudstaden Saint John's på nordvästkusten. Antigua ligger 40 km söder om ön Barbuda.
Antiguas yta är 281 km² och dess högsta punkt Boggy Peak har en höjd på 402 meter över havet. Klimatet är tropiskt havsklimat och temperaturen varierar inte mycket över året. Författaren Jamaica Kincaid och Fotbollsspelaren Emile Heskey har antiguanskt ursprung.